# Nikolai Prudnikov
Bản mẫu:Eastern Slavic name
Nikolai Aleksandrovich Prudnikov (tiếng Nga: Николай Александрович Прудников; sinh ngày 1 tháng 1 năm 1998) là một cầu thủ bóng đá người Nga thi đấu cho F.K. Zenit-2 Sankt Peterburg.

## Sự nghiệp câu lạc bộ
Anh có màn ra mắt tại Giải bóng đá chuyên nghiệp quốc gia Nga cho FC Chertanovo Moskva ngày 10 tháng 4 năm 2016 trong trận đấu với F.K. Zenit Penza và ghi bàn thắng duy nhất của trận đấu, giúp đội bóng có chiến thắng 1-0.

## Quốc tế
Anh đại diện Đội tuyển bóng đá U-17 quốc gia Nga tại Giải vô địch bóng đá U-17 thế giới 2015.

## Danh hiệu
- Vua phá lưới Giải bóng đá chuyên nghiệp quốc gia Nga Zone Center: 2016–17.[2]